# Hieracium petiolinum
Hieracium petiolinum là một loài thực vật có hoa trong họ Cúc. Loài này được Sennikov mô tả khoa học đầu tiên năm 2005.